# Dzień Praw Człowieka
Dzień Praw Człowieka, ang. Human Rights Day – święto obchodzone corocznie 10 grudnia, ustanowione przez Zgromadzenie Ogólne ONZ (rezolucja 423 (V) z 1950 roku) w rocznicę podpisania Powszechnej deklaracji praw człowieka w 1948 roku.
Dzień ten poświęcony jest orędownikom praw człowieka na całym świecie, którzy dążą do zapewnienia ochrony własnych praw oraz praw innych i wkładają wiele wysiłku w działania zapewniające przestrzeganie ich na co dzień. Wielu z nich jest za to prześladowanych, pozbawianych pracy czy niesłusznie więzionych. Obchody międzynarodowego Dnia są okazją do uczczenia ich odwagi i osiągnięć.
Sekretarz generalny ONZ w swym przesłaniu z 2010 roku z okazji Dnia Praw Człowieka powiedział:

To przede wszystkim na rządach państw spoczywa odpowiedzialność za zapewnienie ochrony orędownikom praw człowieka. Wzywam wszystkie państwa, by przestrzegały wolności słowa i wolności gromadzenia się, tak potrzebnych w ich pracy. [...]

Gdy życie obrońców praw człowieka jest zagrożone, zmniejsza się poczucie bezpieczeństwa wszystkich ludzi.

Gdy głosy obrońców praw człowieka są zagłuszane, cierpi na tym sprawiedliwość.